# Rio Parnaìbinha
Rio Parnaìbinha (portugisiska: Rio Parnaíbinha) är ett vattendrag i Brasilien.   Det ligger i delstaten Maranhão, i den östra delen av landet, 800 km norr om huvudstaden Brasília.
Omgivningarna runt Rio Parnaìbinha är huvudsakligen savann. Trakten runt Rio Parnaìbinha är nära nog obefolkad, med mindre än två invånare per kvadratkilometer.